# Oryzeae
Oryzeae é uma tribo da subfamília Ehrhartoideae.

## Gêneros
Chikusichloa, Humbertochloa, Hygroryza, Leersia,
Luziola, Oryza, Phaenosperma, Potamophila, Prosphytochloa, Rhynchoryza, Zizania, Zizaniopsis